# Bo Linde
Anders Bo Leif Linde, född 1 januari 1933 i Gävle, död där 2 oktober 1970, var en svensk tonsättare och musikkritiker.

## Biografi
Bo Linde fick först undervisning i musikteori för Eric Bengtson, som ledde hemstadens symfoniorkester. Redan vid femton års ålder påbörjade han studierna vid Kungliga Musikhögskolan i Stockholm där Lars-Erik Larsson var professor i komposition. Efter avslutad utbildning och en tids dirigeringsstudier i Wien bodde han i Stockholm fram till 1960, då han flyttade tillbaka till Gävle.
Lindes stil är melodisk och har både modernistiska och romantiska drag. Ett par av hans mer kända orkesterverk är violinkonserten från 1957 och cellokonserten från 1964–65. Han komponerade även kammarmusikverk och romanser. Under sin livstid hamnade Linde något i skymundan jämfört med sina mer radikala tonsättarkollegor i Måndagsgruppen, som hade ett stort inflytande över det dåtida musikaliska kulturklimatet.
Linde var även pianist men valde att ägna sig åt komponerandet. Han arbetade som musiklärare under sin tid i Stockholm, och som musikkritiker i Gävle.
Efter att ha kollapsat under en rekreationsresa till Wien dog han av oklara, kanske alkoholrelaterade, hälsoproblem på Gävle sjukhus den 2 oktober 1970, 37 år gammal. Linde är begravd på Skogskyrkogården i Gävle.

## Verkförteckning

### Orkesterverk
- Sinfonia fantasia för orkester, op. 1 (1951)
- Ballet blanc, divertissement för orkester, op. 3 (1952)
- Semestersvit för stråkorkester, op. 8 (1953)
- Gammalmodig svit för stråkorkester, op. 13 (1954)
- En munter uvertyr för orkester, op. 14 (1954)
- Preludio e finale för stråkorkester, op. 16 (1955)
- Svit för liten orkester (Suite variée), op. 21 (1959)
- Barnslig uvertyr för kammarorkester, op. 22 (1958/60)
- Sinfonia i c-moll för orkester, op. 23 (1960–61)
- Konsert för orkester, op. 26 (1961–62)
- Musica concertante för liten orkester, op. 27 (1963)
- Serenata nostalgica för stråkorkester, op. 30 (1965)
- Violen från Montmartre, balettmusik, arrangemang för salongsorkester av Emmerich Kálmáns musik (1965)
- Suite Boulogne för orkester, op. 32 (1966)
- Concerto piccolo för blåsarkvintett och stråkorkester, op. 35 (1966)
- Pensieri sopra un cantico vecchio för orkester, op. 35 (1967)
- Vals-intermezzi för kammarorkester (1967)
- Fanfar för Gävle musikskolas blåsorkester (1970)

### Konserter
- Pianokonsert i E-dur (1950–51)
- Pianokonsert nr 1 för piano och stråkorkester, op. 12 (1954)
- Miniatur-Suite (in modo barocco) för oboe och stråkorkester (1956)
- Pianokonsert nr 2, op. 17 (1956)
- Violinkonsert, op. 18 (1957)
- Cellokonsert, op. 29 (1964–65)
- Pezzo concertante per clarinetto basso con archi för basklarinett (eller cello) och stråkorkester, op. 41 (1970)

### Kammarmusik
- Sonatin för cello och piano (1948/49)
- Childrens’ Vacation för 2 pianon (1949)
- Dans för flöjt och harpa (1952)
- Dans för violin och xylofon (1952)
- Pianotrio, op. 5 (1953)
- Dans-Fantasi för violin och piano, op. 7 (1953)
- Stråkkvartett, op. 9 (1953)
- Violinsonat, op. 10 (1953)
- Cantabile för cello och piano (1954)
- Romantisk melodi för violin och piano (1954)
- Sonatin för violin och piano, op. 15:2 (1955)
- Vinjettsvit för oboe, viola och cello (1959)
- Musica per Sylvanum för flöjt, violin, fagott, horn och xylofon (1961)
- Divertimento för flöjt, cello och piano, op. 25 (1962)
- Improvisation över 3 toner för harpa (1962)
- Två duetter för 2 violiner (1963)
- Quatuor en miniature pour clarinettes för 4 klarinetter, op. 31 (1965)
- May Östberg in memoriam för stråkkvartett (1966)
- Lullabies for the Unconscious för flöjt, viola, harpa/piano (1966)
- Fest-fanfar för femtioårig far 28/8 1967 för flöjt, trumpet och grytlock (1967)
- Stråktrio, op. 37 (1968)
- Sonata a tre (Pianotrio nr 2), op. 38 (1968)

### Sånger
- Fyra ballader, op. 6, för baryton och piano till text av Frans G. Bengtsson (1953)
  1. ”En ballad om Lameks söner”
  2. ”En ballad om narren och döden”
  3. ”En ballad om franske kungens spelmän”
  4. ”En ballad om god sömn”
- Lustvin dansar en gavott för baryton och piano till text av Samuel Columbus (1953)
- Två barnsånger för röst och piano (1953)
  1. ”Gammal jul” till text av Erik Axel Karlfeldt
  2. ”Barnen sjunga” (ur Trefaldighetsnatten) till text av August Strindberg
- Varför kom du på ängen? för sopran, baryton och piano till text av Carl Jonas Love Almqvist (1953)
- Två sånger för mezzosopran och orkester till text av Gustaf Fröding (1953)
  1. ”Vallarelåt”
  2. ”Fylgia”
- Preludio e capriccio för piano, op. 11 (1954)
- Fyra allvarliga sånger för alt och piano till text av Harriet Löwenhjelm (1954/1970)
  1. ”Är jag intill döden trött”
  2. ”Är det du”
  3. ”Tag mig, håll mig”
  4. ”May We Be Happy and Rejoice”
- Klockbojen för sopran och piano till text av Mikael Lybeck (1955)
- 8 sånger för röst och piano (1955)
- 10 naiva sånger för mezzosopran och piano, op.20 (1959)
  1. ”O makalösa stjärna” till text av Hjalmar Gullberg
  2. ”Kärlekspris” till text av Jacob Frese
  3. ”Gissa din gåta, lillebror” till text av Pär Lagerkvist
  4. ”En morgon var röken arg” till text av Lars Lundkvist
  5. ”Barnet travar” till text av Nils Ferlin
  6. ”Sällhet” till text av Edith Unnerstad
  7. ”Varken mej eller dej” till text av Emil Hagström
  8. ”Övertalning” till text av Harry Martinson
  9. ”Kalven Pirkko dansar i himmeln” till text av Rabbe Enckell
  10. ”Det himmelska landskapet” till text av Bo Setterlind
- Vaggvisa för Ulf för piano med underlagd text till text av Harry Lindman (1960)
- Tre andliga sånger för baryton (mezzosopran) och piano (1961)
  1. ”Om Gud” till text av Jacob Frese
  2. ”Var välsignad” till text av Gustaf Fröding
  3. ”Nu vänder Gud” till text av Bo Anderberg
- Tre andliga sånger för sopran och orgel (1961)
  1. ”O, jord, som stiger tvagen” till text av Harriet Löwenhjelm
  2. ”Credo” till text av Emil Zilliacus
  3. ”Nu stillnar allt” till text av Ebbe Linde
- Annas sagor, op. 2, för röst och piano till text av Ernst Josephson (1962)
- ABC-resan: Små ramsor för barn för röst och piano till text av Elsa Beskow (1965)
- Fyrkamp 1967 för röst och piano (1967)
  1. ”Kärlek, rum och tid” till text av Gösta Ahlstrand
  2. ”En kärleksnovell” till text av Bertil Linderoth
  3. ”Säg, varför” till text av Bertil Linderoth
  4. ”Bottnisk vår” till text av Bertil Linderoth
- Tio sånger om hösten för mezzosopran och piano, op. 36 (1968)
  1. ”Gammal ramsa” till text av Erik Axel Karlfeldt
  2. ”Längre har jag inte hunnit” till text av Werner Aspenström
  3. ”Dagarna flyr” till text av Carl-Emil Englund
  4. ”Till vinden” till text av Birger Norman
  5. ”I oktober” till text av Stig Carlson
  6. ”Natten darrar på handen” till text av A Nyman
  7. ”Höststämning” till text av Verner von Heidenstam
  8. ”Nog ville jag sörja” till text av Rune Lindström
  9. ”Gravar de mumla” till text av Gunnar Björling
  10. ”Höstens sista blomma” till text av Edith Södergran
- Fjorton sånger om våren för sopran och piano, op. 40 (1955–69)
  1. ”Vårdagjämning” till text av Anna Greta Wide
  2. ”Våretyd för två fingrar” till text av Werner Aspenström
  3. ”Regn, fall sky” till text av Gunnar Björling
  4. ”Äppelträd och päronträd” till text av Erik Blomberg
  5. ”Ekokväll” till text av Gabriel Jönsson
  6. ”Vårmysterium” till text av Edith Södergran
  7. ”Den ängen där du kysste mig” till text av Viola Renvall
  8. ”Kristen trosbekännelse” till text av Edith Södergran
  9. ”Gökrop” till text av Björn von Rosen
  10. ”För alla vindar” till text av Viola Renvall
  11. ”En såningsman” till text av Erik Axel Karlfeldt
  12. ”Ur Idyll och epigram” till text av Johan Ludvig Runeberg
  13. ”Prinsessan Juni” till text av Daniel Fallström
  14. ”Till sist” till text av Elmer Diktonius
- Fyra barnsliga sånger för mezzosopran och piano (1955/1969)
  1. ”Barnvers” till text av Jarl Hemmer
  2. ”Vaggsång” till text av Helge Åkerhielm
  3. ”Den lustiga våren” till text av Elmer Diktonius
  4. ”En barnsaga vid brasan” till text av Karl Asplund

#### Körmusik
- Hymn för 3-stämmig damkör och piano till text av Edgar Allan Poe (1952)
- Våretyd för 3-stämmig damkör och piano till text av Albert Theodor Gellerstedt (1954)
- Fyra sånger för alt och piano till text av Harriet Löwenhjelm (1954)
- Beväringa för manskör till text av Gustaf Fröding (1955)
- I systrar, I bröder, I älskande par för blandad kör a cappella till text av Mikael Lybeck (1955)
- Nocturne för manskör till text av Edith Södergran (1955)
- En pingstvisa för manskör till text av Jarl Hemmer (1955)
- Vårvisa för manskör till text av Olof von Dalin (1955)
- Bön för blandad kör a cappella till text av Margit Niininen (1957)
- Det svenska landet för blandad kör a cappella till text av Anders Österling (1957)
- Färjesång för blandad kör a cappella till text av Gunnar Ekelöf (1957)
- Oho! för blandad kör a cappella till text av Gustaf Fröding (1957)
- Vårtecken för blandad kör a cappella till text av Gerd Nasenius (1957)
- Sången för manskör och orkester till text av Olof Thunman (1957)
- Kvällsvind spelade för blandad kör a cappella till text av Mikael Lybeck (1957)
- Tolv kanons för röster till text av Britt G. Hallqvist (1959)
  1. ”Ordentliga Elisabeth”
  2. ”Sotarn dansar”
  3. ”Farbror Natanael”
  4. ”Min man är musikant”
  5. ”Det regnar”
  6. ”Lilla Ville”
  7. ”Rosen och månen”
  8. ”Fattig friare”
  9. ”Lejonvisan”
  10. ”Malena Molin”
  11. ”Väckarklockan”
  12. ”Florian”
- Tre sånger för damkör a cappella till text av Jarl Hemmer (1959)
- Tre sånger för blandad kör a cappella (1959)
- Klagosång utan ord för 3-stämmig damkör a cappella (1960)
- Tre sånger för blandad kör a cappella (1960)
- De stolta mästarnas visa för barnkör, piano, slagverk, trumpet och flöjt ad lib till text av Jeanna Oterdahl (1961)
- Tre sånger för damkör eller barnkör a cappella (1961)
  1. ”Nu är det sommarmorgon till text av Pär Lagerkvist
  2. ”Barnramsa till text av Bengt E Nyström
  3. ”O Gud, som gjort den fagra jord till text av Harriet Löwenhjelm
- Tre sånger för 3-stämmig manskör a cappella (1962)
- Två sånger för manskör a cappella till text av Alfred Vestlund (1962)
  1. ”Vårkänning (Valborgshymn å Gökmassivet)”
  2. ”Barkaroll på Bergska sjön”
- Vårbilder, en lyrisk-musikalisk antologi för blandad kör med ackompanjemang, op. 28 (1964)
- Tre limericks som kanon för röster till text av Edward Lee (1964)
- Liten lyrisk svit för 3-stämmig dam- eller flickkör a cappella till text av Harald Forss (1965)
- Symfoni i ord för blandad kör a cappella till text av Elmer Diktonius, op. 33 (1966)
- Sommarlov, op. 34, 15 sånger för unison barnkör och piano till text av Bertil Linderoth (1966)
  1. ”Till landet”
  2. ”Att fiska”
  3. ”Fotboll”
  4. ”Skavl-visa”
  5. ”Omöjlig vals”
  6. ”Vaggsång”
  7. ”Professor Knackelsack”
  8. ”Moln”
  9. ”Mulle”
  10. ”Broms-låt”
  11. ”Dunder och brak”
  12. ”Kattan”
  13. ”Troll”
  14. ”Tänk om...”
  15. ”Till stan”
- Ungkarlstarantella för 4-stämmig manskör med vissling solo till text av Bertil Linderoth (1968)
- Liten kvartett, op. 39, för dam/flickkör och pianotill text av Gunnar Björling (1969)
- Min lustiga dröm för barnkör a cappella till text av Helmer V. Nyberg (1969)
- Vaggsång 1969 för 3-stämmig damkör och piano med text av tonsättaren (1969)
- Fyra religiösa sånger, op. 42, för sopran, manskör, damkör, barnkör och orgel (1970)
  1. ”Maria” till text av Eva Norberg
  2. ”Vägmärke” till text av Dag Hammarskjöld
  3. ”Anden” till text av Erik Blomberg
  4. ”Guds ljusaste glädje” till text av Nils Bolander

### Scenmusik
- Slotts-skoj, sångspel i två akter för barn i alla åldrar till text av Bertil Linderoth (1959)

### Orgelmusik[7]
- Toccata och fuga i C
- Fantasi, op. 19
- Koralförspel
  1. ”I denna ljuva sommartid”
  2. ” Den blomstertid nu kommer”

### Pianomusik
- Sex karaktärsstycken för piano, op. 4 (1952)
  1. ”Nycker”
  2. ”Salong”
  3. ”Patos”
  4. ”Mondänt”
  5. ”Romantik”
  6. ”Solent”
- Sonatin för piano, op. 15:1 (1955)
- Sex stycken för piano, op. 24 (1962)
  1. ”Preludium”
  2. ”Enstämmigt intermezzo”
  3. ”Tvåstämmig imitation”
  4. ”Trestämmig meditation”
  5. ”Fyrstämmig hymn”
  6. ”Etyd”
- Stor och liten ters för piano (1964)